# Lulaw

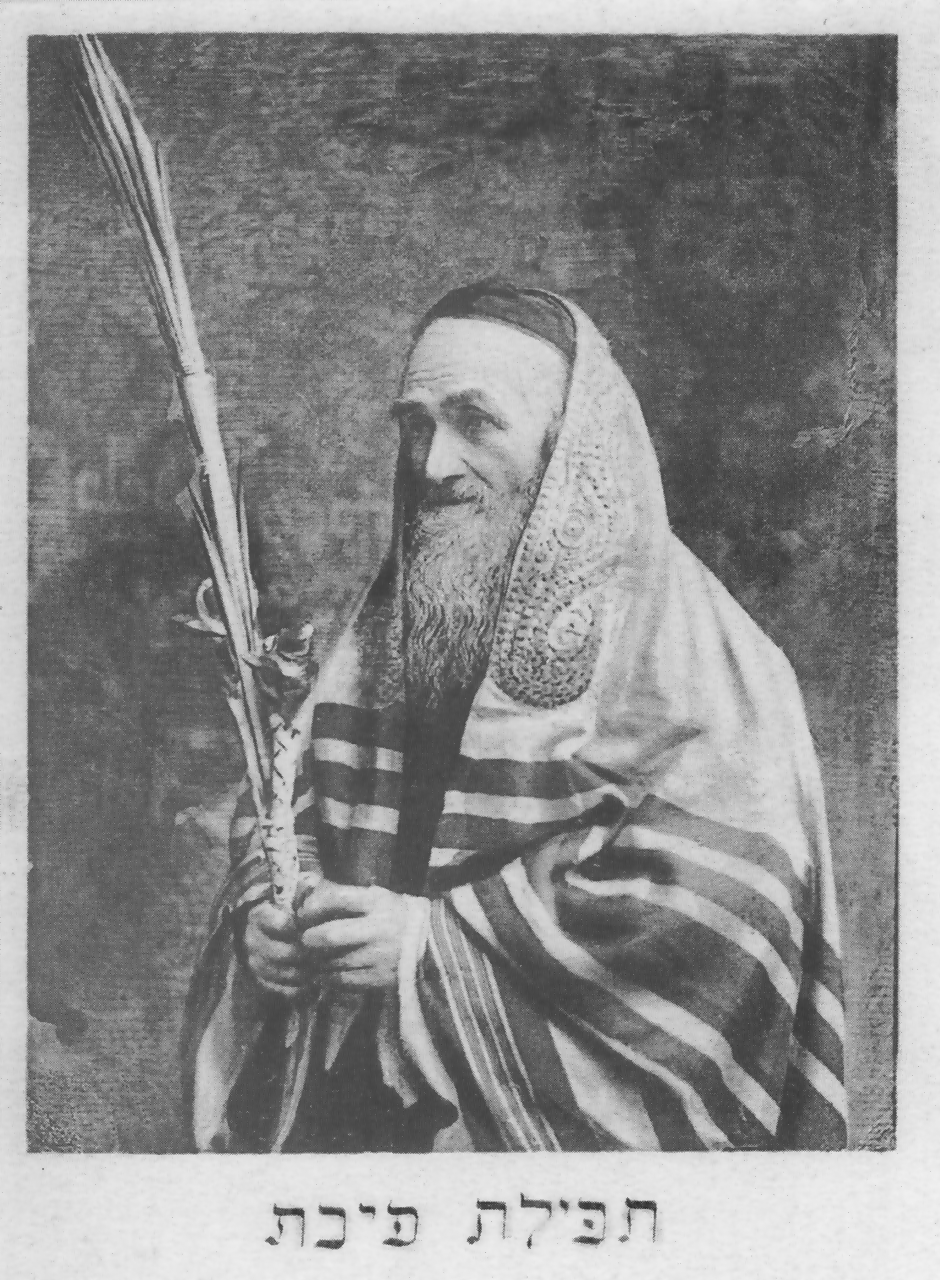
Żyd trzymający lulaw, Lwów 1900

Lulaw – w judaizmie gałąź palmy daktylowej, a także cały świąteczny bukiet złożony oprócz takiej gałęzi  z hadasim (trzy gałązki mirtu), arawot (dwie gałązki wierzby) i odmiany cytronu zwanej etrogiem, używany podczas obchodów święta Sukkot.
Poszczególne rodzaje gałązek drzew mają znaczenie symboliczne: etrog – doskonałość i sprawiedliwość Abrahama; palma – ofiarę Izaaka; mirt – Jakuba i jego liczne potomstwo, gdyż symbolizuje on płodność i miłość; wierzba – Józefa, który spośród 12 braci zmarł pierwszy. Wierzba bowiem najszybciej usycha. Jest ona także symbolem życiodajnej wody.
W czasie obchodów święta Sukkot w synagodze codziennie obchodzi się z lulawem bimę (siódmego dnia siedmiokrotnie) i również codziennie, z wyjątkiem szabatu, odmawia się nad nim specjalne błogosławieństwo. Podczas Hallelu potrząsa się bukietem świątecznym na cztery strony świata oraz w górę i w dół, jako symbol wszechobecności Boga.